# Équipe de Mauritanie de football à la Coupe d'Afrique des nations 2019
L’équipe de Mauritanie de football participe à la Coupe d'Afrique des nations 2019 organisée en Égypte du 21 juin au 19 juillet 2019. Pour leur première participation, les Mourabitounes sont éliminés au premier tour, avec deux nuls et une défaite.

## La Mauritanie se construit dès 2012 grâce à Neveu et à Martins

### Qualifiée pour le CHAN 2014, une première pour la Mauritanie

Le Français Patrice Neveu réussit à réorganiser le football mauritanien et lui permet de se qualifier pour son premier tournoi continental, le CHAN 2014.

Jusqu'en 2012, la Mauritanie n'a jamais disputé de compétitions continentales depuis le début de son existence. Elle alterne entre des forfaits, des non-inscriptions, et des éliminatoires ratées lors des coupes du monde, des coupes d'Afrique et des championnats d'Afrique des nations. L'arrivée du Français Patrice Neveu en janvier 2012 à la tête des Mourabitounes, combinée à un nouveau président à la fédération Ahmed Ould Abderrahmane en 2011 vont amener du changement. Comme le précise le joueur Moussa Bagayoko dans une interview à Jeune Afrique le 31 août 2015, ces deux arrivées permettent d'avoir un « sérieux par rapport aux déplacements, aux soins, à l’hébergement et aux primes », mettant les joueurs dans de bonnes conditions.
Cela amène la construction d'une équipe locale plus compétitive et cela se voit lors des éliminatoires du CHAN 2014. Après avoir battu le Liberia au premier tour, les Mauritaniens affrontent le Sénégal lors du second tour et malgré une défaite un but à zéro au match aller, ils réussissent l'exploit de gagner deux buts à zéro et à se qualifier pour son premier tournoi continental. La ferveur populaire est telle que le public envahit la pelouse au coup de sifflet final.
Il réagit ainsi après cette première qualification à un tournoi final dans une interview pour mauritaniefootball.com : « Quand je suis arrivé, j'avais 90 % du monde sportif contre moi. J'étais un étranger et cela dérangeait ceux qui étaient en place et le fait de changer les mentalités était vu d'un mauvais œil par les entraîneurs locaux. J'ai amené de la rigueur, de la discipline, mais aussi du respect, du plaisir et, surtout, il a fallu faire cohabiter le football et la religion, très fortement marquée dans ce pays musulman. Aujourd'hui, sur le marché de Nouakchott des mamies m'embrassent sur la tête. Je suis aussi reconnu que le chef de l'État qui a fait beaucoup pour le football. Une statue ? Je ne pense pas que je serai statufié, mais, ici, ils se souviendront de moi. Tout a été très dur pour en arriver là. Mais ce succès m'a reboosté. C'est l'expérience la plus difficile que j'ai eue à mener. Psychologiquement surtout ». Cela lui a permis de renouveler son contrat qui allait jusqu'en janvier 2014 de passer à janvier 2015. Comme le reconnait Moussa Bagayoko dans une interview précédemment citée, vu les changements opérés depuis 2011, « Si la Mauritanie s’est qualifiée pour le Championnat d’Afrique des nations 2014, ce n’est pas par hasard… ».

### Le CHAN 2014: entre réalités et déceptions
Première histoire, les Mourabitounes se qualifient pour un tournoi continental, en Afrique du Sud. Mais les coûts pour séjourner dans ce pays sont importants et il faut le lancement d'une cagnotte pour ce tournoi, sous la forme d'un téléthon et ont récolté 500 millions d'ouguiyas. Ces dons sont venus de l'ambassadeur de la Mauritanie au Maroc à hauteur de 900 euros, du président de la république Mohamed Ould Abdel Aziz pour 5 millions d'ouguiyas, l'armée pour 16 millions et la Banque centrale mauritanienne pour 20 millions.

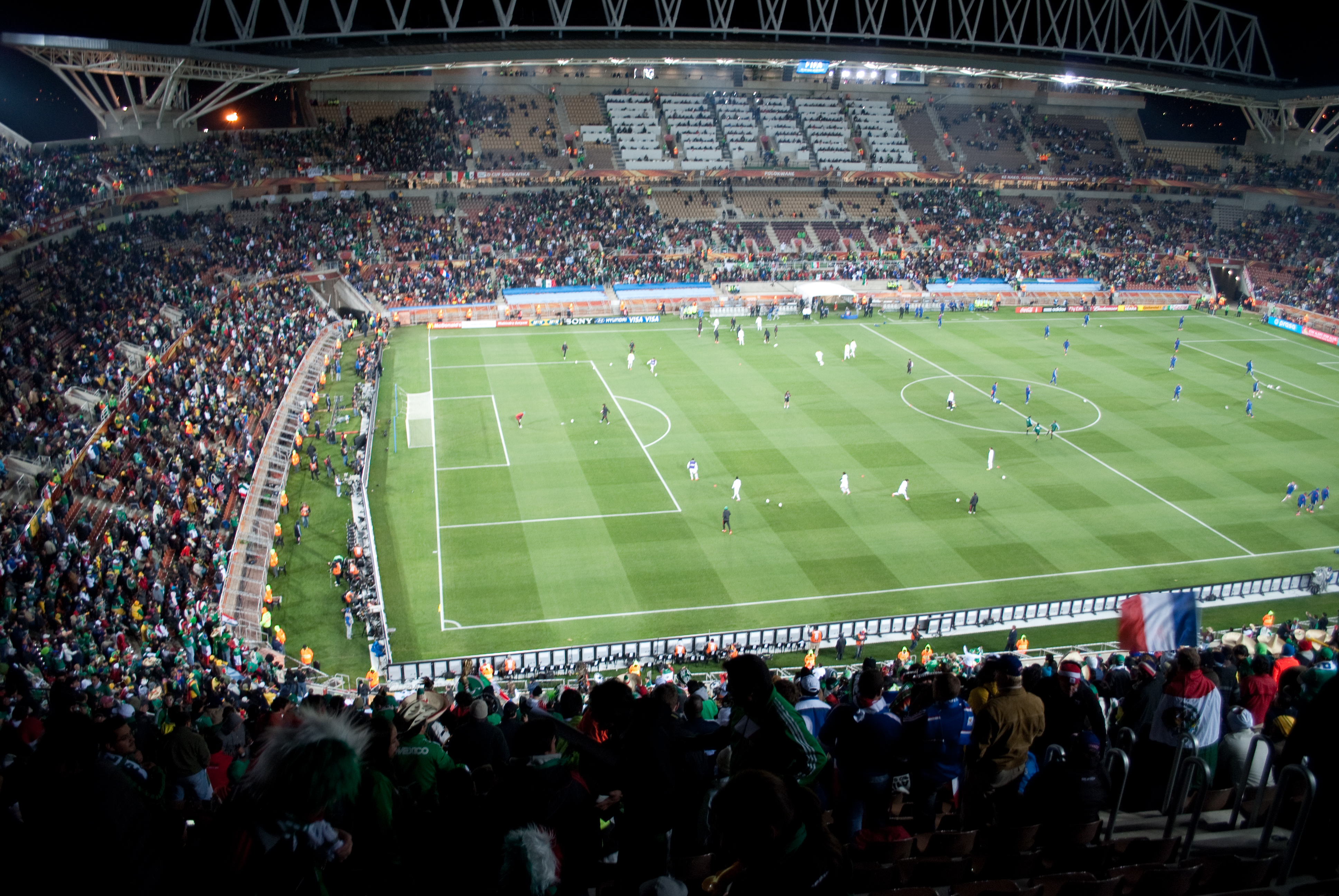
C'est dans le stade Peter-Mokaba que les Mourabitounes ont joué les deux premiers matchs, perdus contre la RD Congo et le Burundi.

Lors de ce tournoi, les Mauritaniens affrontent successivement la RD Congo, le Burundi et le Gabon dans le groupe D. Lors du premier match, ils perdent un but à zéro, avec une expulsion de Moussa Sidi Bagakoyo à la soixante-quinzième minute. Pour le second match, la Mauritanie perd le match trois buts à deux, avec un but concédé à la dernière minute sur une frappe de Selemani Ndikumana des trente mètres, malgré les buts de Ely Cheikh Voulany et de Taghiyoulla Denna. Elle est déjà éliminée avant la dernière journée. Quant au match face au Gabon, ils dominent le match mais perd quatre buts à deux, encaissant trois en fin de match, malgré un doublé de Bessam. Avec aucun point pris, le bilan est contradictoire : les supporters sont déçus de la performance (malgré l'engouement des supporters au départ) alors que les joueurs ne retiennent que l'expérience engrangée pour d'éventuelles compétitions majeures.
Ce manque de résultats au CHAN 2014, l'élimination au second tour des éliminatoires de la CAN 2015 par l'Ouganda alors que la fédération avait tout misé sur la qualification, les tensions entre Adama Ba et Dominique Da Silva et une perte d'autorité entraînent le licenciement de Patrice Neveu août 2014. Alors que Manuel Amoros est un temps pressenti pour le poste, c'est finalement Corentin Martins qui le récupère en octobre 2014.

### Poursuivre le travail de Neveu pour Corentin Martins

#### Des progrès pour le football mauritanien
Martins poursuit le travail entrepris par Neveu et participe activement aux éliminatoires de la Coupe du monde et de la CAN.
En ce qui concerne la première, alors que la Mauritanie ne s'est pas inscrite pour les éliminatoires du mondial 2014, elle participe à celles de 2018. Elle élimine au premier tour le Soudan du Sud,, mais est battue par la Tunisie lors du tour suivant (deux buts à un au match aller et au match retour).
Pour la seconde, la Mauritanie progresse comme on peut le noter avec la participation aux éliminatoires de la CAN 2017, dans un groupe composé du Cameroun, de l'Afrique du Sud et de la Gambie.

#### CHAN 2018: une confirmation?
En parallèle, Corentin Martins poursuit avec l'équipe locale et malgré une non-qualification pour le CHAN 2016 en octobre 2015, il réussit à se qualifier une nouvelle fois en battant le Liberia au premier tour et au tour final le Mali. Le Mali a cependant déposé une réserve déposée à la CAF parce que la Mauritanie n’a pas présenté les passeports des joueurs à la réunion technique, mais cela n'a pas été retenu. Il s'agit de la deuxième participation à une compétition continentale, après celle de 2014.
Après le stage à Tunis du 27 décembre 2017 au 6 janvier 2018, les Mourabitounes sont placés dans le groupe A, composé du Maroc, du Soudan et de la Guinée. L'objectif fixé par le sélectionneur est d'intégrer des joueurs locaux pour à terme les intégrer en équipe A.

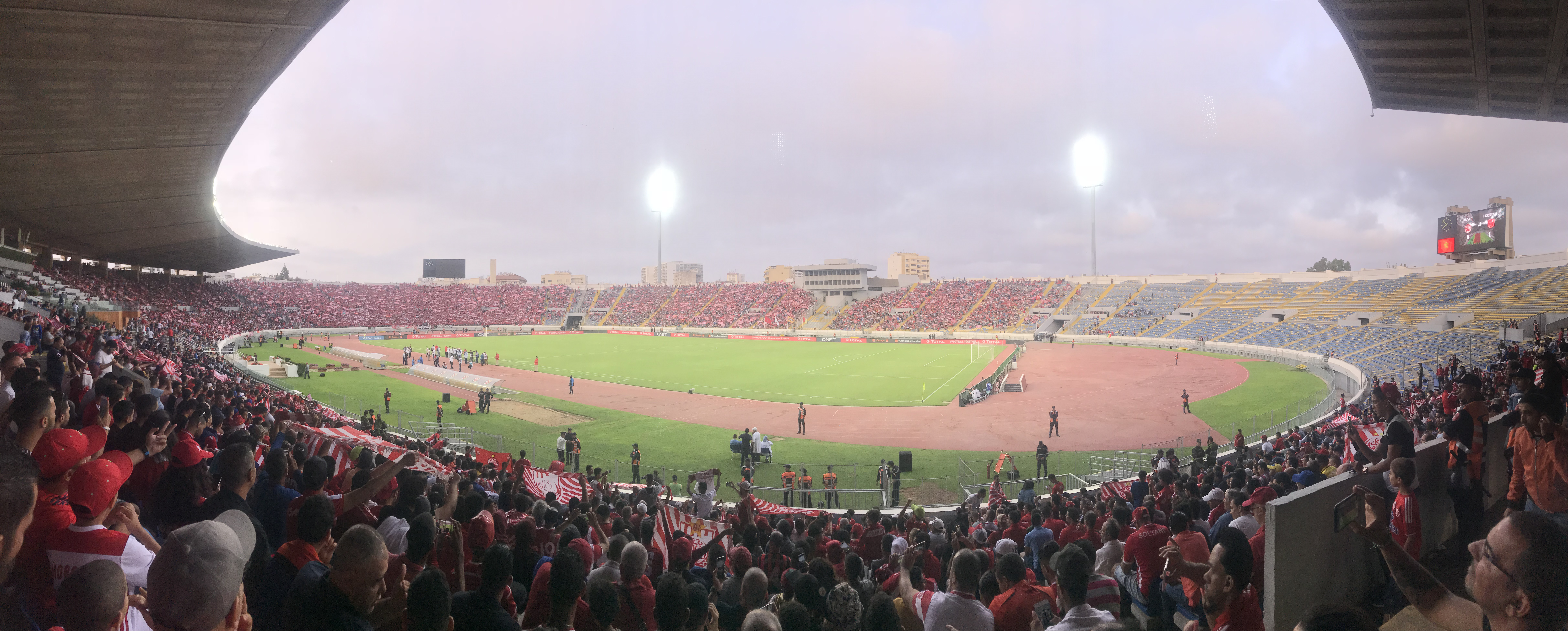
C'est au Stade Mohamed V que les Mourabitounes jouent les deux premiers matchs du CHAN 2018 contre le Maroc et le Burundi.

Lors du premier match, ils sont largement battus par les Lions de l'Atlas sur le score de quatre buts à zéro, après avoir tenu soixante-cinq minutes en jouant en 5-3-2. Comme le dit Abdoulaye Gaye à RFI après le match : « Les Marocains ont très bien géré la rencontre. En deuxième période, nous avons manqué de concentration. C’était un match difficile, on a craqué. Je crois que physiquement, il nous manquait quelque chose. Le championnat du Maroc est supérieur au notre. Mais il nous reste encore deux rencontres pour nous qualifier. C’était beau de joueur un match d’ouverture. Il faudra gagner face au Soudan. Nous avons beaucoup progressé mais il nous reste encore pas mal de chose à apprendre ! Ce CHAN c’est une belle expérience. Je sais que le peuple mauritanien attend beaucoup de nous. » Lors du second match contre le Soudan, ils s'inclinent sur le score d'un but à zéro et sont éliminés. Le dernier match du tournoi contre la Guinée se solde une nouvelle fois par une défaite sur le score d'un but à zéro. Avec aucun but inscrit et six encaissé, ce tournoi est jugé catastrophique pour la Mauritanie et par voie de conséquence, Corentin Martins est démis de ses fonctions de sélectionneur des locaux le 30 janvier 2018 par la FFRIM mais conserve les A.

## Les qualifications pour la CAN 2019

### Tirage au sort
Pour ce tirage au sort effectué le 12 janvier 2017 à Libreville, cinquante-et-une équipes sont inscrites et la Mauritanie est placée dans le chapeau 4, à la trente-septième place au classement de la CAF. Elle hérite dans le chapeau 1 du Burkina Faso (7e), troisième de la dernière CAN, dans le chapeau 2 de l'Angola (22e), dans le chapeau 3 du Botswana (27e), tous placés dans le groupe I et les matchs se déroulent du 9 juin 2017 au 23 mars 2019.
De plus, cette édition voit le nombre de qualifiés augmenter, par rapport à la CAN 2017, passant de 16 à 24, décision voulue par Ahmad Ahmad et prise par le Comité exécutif de la CAF lors du symposium à Rabat le jeudi 20 juillet 2017.

### Résultats
| 10 juin 2017 | Botswana | 0 - 1 | Mauritanie  |                                                             |                                                             |
| 15h30 UTC+2  |          | (0-0) | 77e Soudani | Stade de Francistown, Francistown Arbitrage : Davies Omweno | Stade de Francistown, Francistown Arbitrage : Davies Omweno |
| 15h30 UTC+2  | Rapport  |       |             | Stade de Francistown, Francistown Arbitrage : Davies Omweno | Stade de Francistown, Francistown Arbitrage : Davies Omweno |

| 8 septembre 2018 | Mauritanie               | 2 - 0 | Burkina Faso |                                                          |                                                          |
|                  | Diakité 36e · Camara 40e | (2-0) |              | Stade olympique, Nouakchott Arbitrage : Louis Hakizimana | Stade olympique, Nouakchott Arbitrage : Louis Hakizimana |
|                  | Rapport                  |       |              | Stade olympique, Nouakchott Arbitrage : Louis Hakizimana | Stade olympique, Nouakchott Arbitrage : Louis Hakizimana |

| 12 octobre 2018 | Angola                                          | 4 - 1 | Mauritanie  |                                                                      |                                                                      |
|                 | Mateus 12e (pen.) 16e · Djalma 52e · Gelson 80e | (1-1) | 2e El Hacen | Stade national du 11-Novembre, Luanda Arbitrage : Thierry Nkurunziza | Stade national du 11-Novembre, Luanda Arbitrage : Thierry Nkurunziza |
|                 | Rapport                                         |       |             | Stade national du 11-Novembre, Luanda Arbitrage : Thierry Nkurunziza | Stade national du 11-Novembre, Luanda Arbitrage : Thierry Nkurunziza |

| 16 octobre 2018 | Mauritanie | 1 - 0 | Angola |                                                     |                                                     |
|                 | Ba 17e     | (1-0) |        | Stade olympique, Nouakchott Arbitrage : Sadok Selmi | Stade olympique, Nouakchott Arbitrage : Sadok Selmi |
|                 | Rapport    |       |        | Stade olympique, Nouakchott Arbitrage : Sadok Selmi | Stade olympique, Nouakchott Arbitrage : Sadok Selmi |

| 18 novembre 2018 | Mauritanie      | 2 - 1 | Botswana |                                                                     |                                                                     |
|                  | Diakité 20e 84e | (1-1) | 4e Kobe  | Stade Cheik Ould Boidya, Nouakchott Arbitrage : Hassan Mohamed Hagi | Stade Cheik Ould Boidya, Nouakchott Arbitrage : Hassan Mohamed Hagi |
|                  | Rapport         |       |          | Stade Cheik Ould Boidya, Nouakchott Arbitrage : Hassan Mohamed Hagi | Stade Cheik Ould Boidya, Nouakchott Arbitrage : Hassan Mohamed Hagi |

| 22 mars 2019 | Burkina Faso  | 1 - 0 | Mauritanie |                                                                    |                                                                    |
|              | B. Traoré 19e | (1-0) |            | Stade du 4-Août, Ouagadougou Arbitrage : Jean-Jacques Ndala Ngambo | Stade du 4-Août, Ouagadougou Arbitrage : Jean-Jacques Ndala Ngambo |
|              | Rapport       |       |            | Stade du 4-Août, Ouagadougou Arbitrage : Jean-Jacques Ndala Ngambo | Stade du 4-Août, Ouagadougou Arbitrage : Jean-Jacques Ndala Ngambo |

| Rang | Équipe       | Pts | J | G | N | P | Bp | Bc | Diff |  | Résultats (▼ dom., ► ext.) |     |     |     |     |
| ---- | ------------ | --- | - | - | - | - | -- | -- | ---- |  | -------------------------- | --- | --- | --- | --- |
| 1    | Angola       | 12  | 6 | 4 | 0 | 2 | 9  | 6  | +3   |  | Angola                     |     | 4-1 | 2-1 | 1-0 |
| 2    | Mauritanie   | 12  | 6 | 4 | 0 | 2 | 7  | 6  | +1   |  | Mauritanie                 | 1-0 |     | 2-0 | 2-1 |
| 3    | Burkina Faso | 10  | 6 | 3 | 1 | 2 | 8  | 5  | +3   |  | Burkina Faso               | 3-1 | 1-0 |     | 3-0 |
| 4    | Botswana     | 1   | 6 | 0 | 1 | 5 | 1  | 8  | -7   |  | Botswana                   | 0-1 | 0-1 | 0-0 |     |

Sa qualification est acquise à l'issue de la cinquième journée.

## Préparation et cagnotte
Quelques jours après la fin des éliminatoires, la Mauritanie se rend au Ghana pour un match amical. Elle s'incline 3-1 .
Pour participer au tournoi en Égypte, la sélection nationale doit lever des fonds afin de préparer la première participation. La ministre de la Jeunesse et des sports Djinda Ball propose de faire deux manifestations pour récolter des fonds, comme pour la participation au CHAN 2014.
Un match contre l'Algérie était en négociation pour la première quinzaine de juin, d'après le sélectionneur algérien Djamel Belmadi, mais ce match n'a pas eu lieu.
Les Mourabitounes commencent leur préparation par un stage à Nouakchott, du 1er au 8 juin, puis rencontrent le premier ministre Mohamed Salem Ould Béchir qui remet le drapeau national au capitaine Abdoul Ba, avant le départ pour le Maroc.
Ils se rendent ensuite dans la ville marocaine de Marrakech, où ils disputent deux matchs amicaux. Ils s'imposent face à Madagascar (3-1) le 14 juin avant de s'incliner face au Bénin (1-3) le 18.
| 26 mars 2019 | Ghana                                      | 3 - 1 | Mauritanie |                             |                             |
|              | Appiah 3e (pen.) · Ekuban 70e · Partey 77e | (1-0) | 48e Ba     | Accra Sports Stadium, Accra | Accra Sports Stadium, Accra |

| 14 juin 2019 | Mauritanie              | 3 - 1 | Madagascar |           |           |
|              | Diaw · Ad. Ba · Diakité |       | Raveloson  | Marrakech | Marrakech |

| 18 juin 2019 | Bénin              | 3 - 1 | Mauritanie          |           |           |
|              | Mounié 42e 61e 81e |       | 47e (pen.) El Hacen | Marrakech | Marrakech |

## Compétition

### Tirage au sort

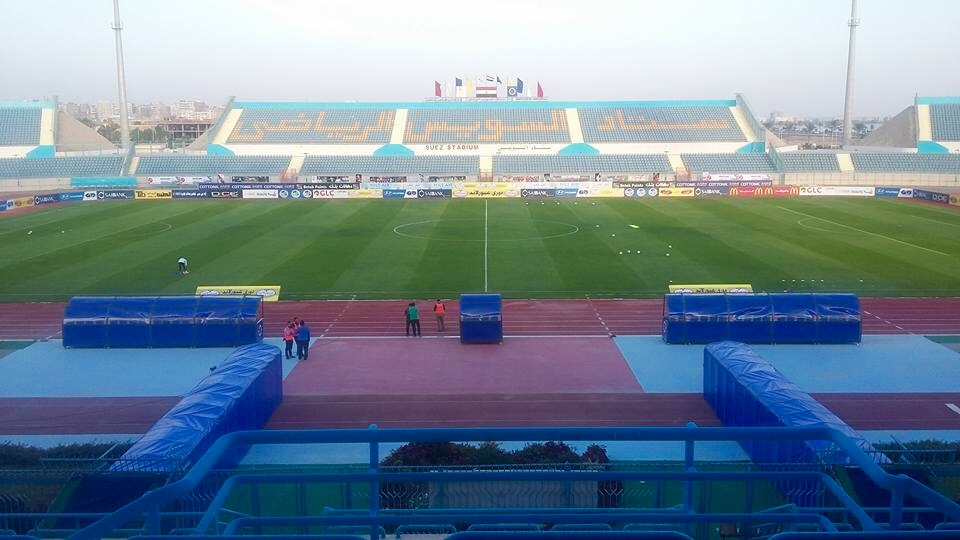
C'est dans le stade de Suez que les Mauritaniens jouent les matchs de la CAN 2019.

Le tirage au sort de la CAN se déroule 12 avril 2019 au Caire, face au Sphinx et aux Pyramides. La Mauritanie est placée dans le chapeau 3 en raison de son classement FIFA, à savoir la cent-troisième place.
Le tirage au sort donne alors comme adversaires des Mourabitounes, la Tunisie (chapeau 1, 28e au classement FIFA), le Mali (chapeau 2, 65e) et l'Angola (chapeau 4, 122e) dans le groupe E. Pour le sélectionneur Corentin Martins, c'est un tirage difficile « avec une équipe comme l’Angola, placée dans le pot 4 et considérée comme plus faible que nous. Mais c’est un gros adversaire qu’on a déjà rencontré pendant les éliminatoires. Ce ne sera pas du tout facile contre l’Angola comme face à la Tunisie et le Mali, qui sont deux nations habituées à jouer la CAN. ».

### Équipementiers et séjour
Pour la CAN 2019, la sélection a négocié avec deux sponsors : le premier est Celio, pour les costumes portés par les joueurs en dehors des matchs ; quant au second, il s'agit de l'équipementier marocain AB Sport en mai 2019, pour un contrat de deux ans. Cependant, Nike accuse le fabricant marocain de plagiat, surtout pour avoir « copié les caractères utilisés pour le flocage des maillots portés par la sélection anglaise lors de la Coupe du Monde 2018. ».

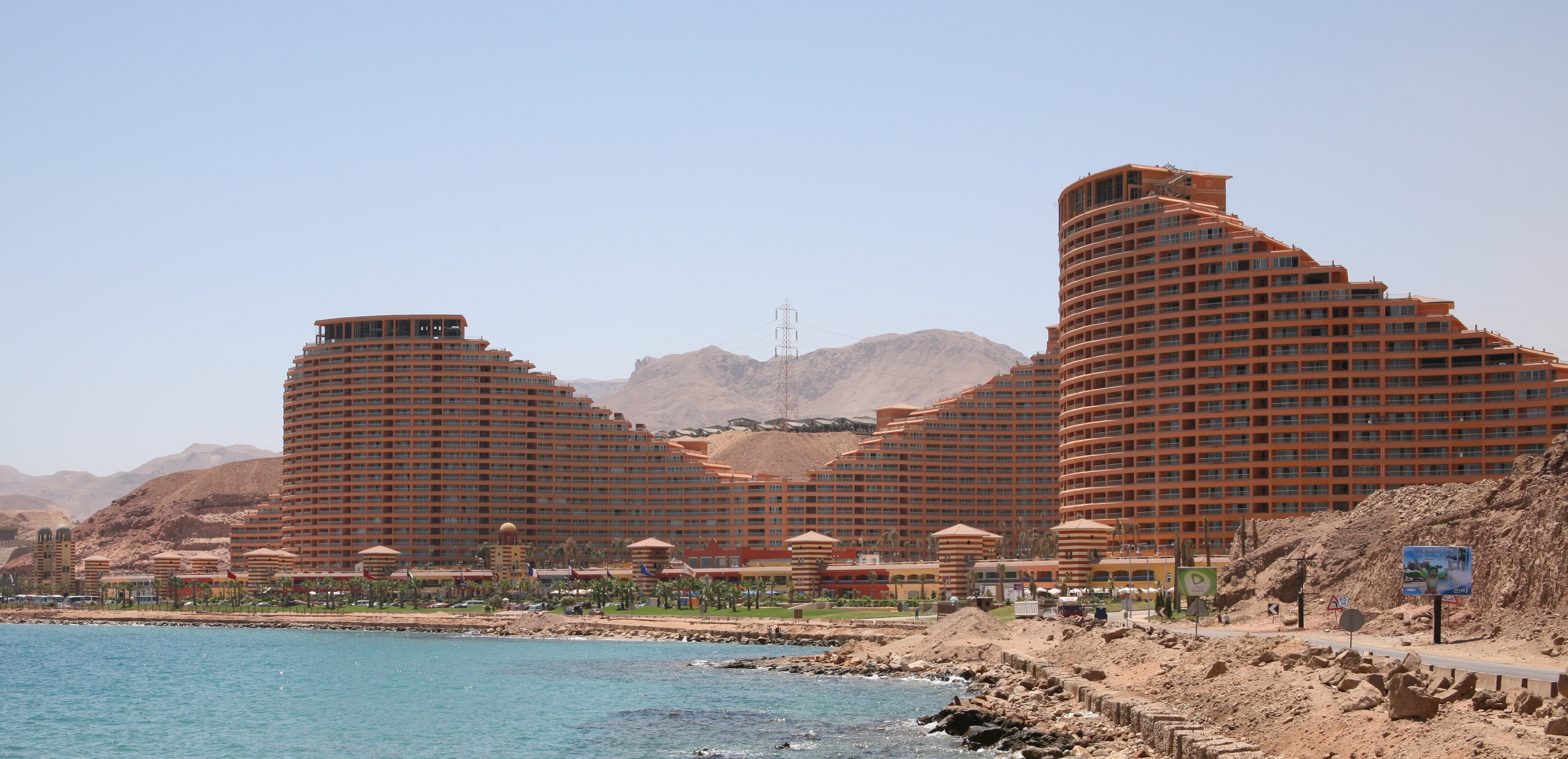
C'est dans ce cadre que la sélection mauritanienne séjourne, à savoir la station balnéaire d'Aïn Soukhna, sur les côtes de la Mer rouge.

Quant au séjour, les vingt-trois joueurs sélectionnés séjournent dans la station balnéaire d'Aïn Soukhna, et plus précisément à l’hôtel Stella Di Mare Sea Club. Ils s'entraînent sur le terrain annexe du club de Wadi Degla.

### Effectif
Le sélectionneur Corentin Martins annonce la liste des 23 joueurs retenus le 20 mai 2019.
Cette sélection est complétée par sept réservistes : le gardien Assane Aly, les défenseurs Hamza Jawar et Ousmane Samba, les milieux de terrain Abdallahi Mahmoud et Idrissa Thiam, les attaquants Amadou Niass et Mohamed Abdallahi Soudani.

### Premier tour
| Rang | Équipe     | Pts | J | G | N | P | Bp | Bc | Diff |  | Résultats (▼ dom., ► ext.) |     |     |     |     |
| ---- | ---------- | --- | - | - | - | - | -- | -- | ---- |  | -------------------------- | --- | --- | --- | --- |
| 1    | Mali       | 7   | 3 | 2 | 1 | 0 | 6  | 2  | +4   |  | Mali                       |     | 1-1 | 1-0 | 4-1 |
| 2    | Tunisie    | 3   | 3 | 0 | 3 | 0 | 2  | 2  | 0    |  | Tunisie                    | 1-1 |     | 1-1 | 0-0 |
| 3    | Angola     | 2   | 3 | 0 | 2 | 1 | 1  | 2  | -1   |  | Angola                     | 0-1 | 1-1 |     | 0-0 |
| 4    | Mauritanie | 2   | 3 | 0 | 2 | 1 | 1  | 4  | -3   |  | Mauritanie                 | 1-4 | 0-0 | 0-0 |     |

     Équipe qualifiée ou victorieuse; Pts = points; J = joués; G = gagnés; N = nuls; P = perdus;
Bp = buts pour; Bc = buts contre; Diff = différence de buts

#### Première journée: Mali-Mauritanie

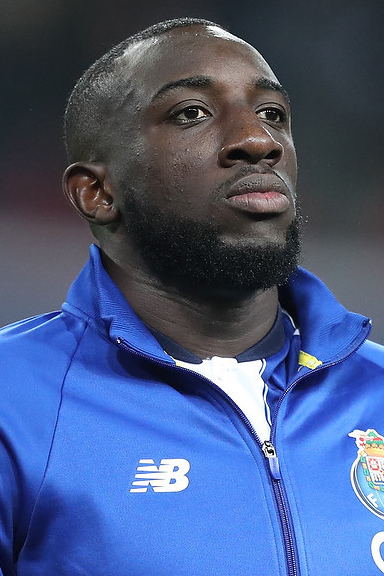
L'attaquant malien Moussa Marega inscrit un but sur penalty, juste avant la mi-temps.

Novices dans la compétition, les Mourabitounes ont pour objectif de passer le premier tour, comme l'affirme le sélectionneur français Corentin Martins au journal français Le Télégramme le 21 juin 2019.
Pour le premier match, contre les Aigles du Mali,, au Stade de Suez, ils ont été largement dominés. Faisant jeu égal durant vingt-cinq premières minutes, ils n'arrivent pas à répondre au jeu de passes courtes des Maliens, subissent la pression malienne et concèdent le premier but à la trente-septième minute sur une frappe d’Abdoulaye Diaby, à l’entrée de la surface de réparation, dans la lucarne de Brahim Souleymane. Puis juste avant la pause, l'arbitre Jean-Jacques Ndala Ngambo siffle un penalty transformé par Moussa Marega, après une faute du gardien Brahim Souleymane sur Lassana Coulibaly. Malgré un discours sur la concentration et sur la solidarité du sélectionneur durant la mi-temps, ils encaissent un troisième but d'une frappe hors de la surface de réparation à la cinquante-cinquième minute par Traoré II. Cependant, ils continuent d'attaquer et à la soixante-dixième minute, une faute de Fofana sur Diakité est sifflée dans la surface, provoquant un penalty, transformé par El Hacen, devenant le premier buteur de l'histoire de la Mauritanie à la CAN. Mais deux minutes plus tard, les Mauritaniens ne peuvent rien sur la frappe enroulée de Traoré I. Le match se termine par une défaite quatre buts à un.

#### Deuxième journée: Mauritanie-Angola

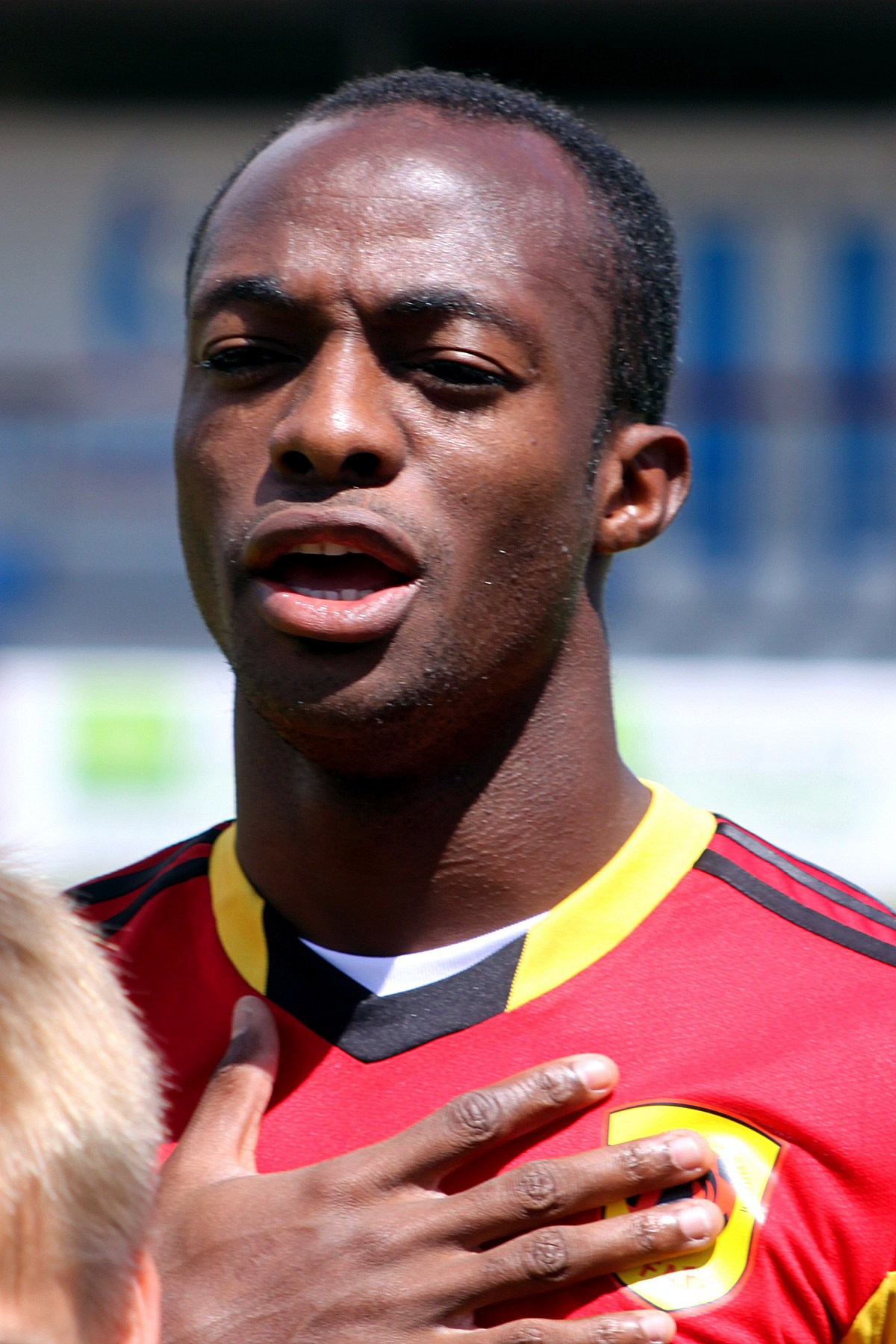
L'Angolais Geraldo se voit refuser un but sur hors-jeu à la quatre-vingt-dixième minute.

Lors du second match contre les Palancas Negras, comme le résume le journal France 24, ce match est « un florilège d'approximations techniques qui ont empêché la Mauritanie et l'Angola d'ouvrir le score, malgré les prestations pas franchement rassurantes de leurs gardiens respectifs. » et « un match terne et haché avec quarante-et-une fautes » pour France TV Sport. À la dixième minute, sur une balle lancée en profondeur, le gardien Brahim Souleymane veut prendre la balle mais est lobé et le ballon passe à un mètre du poteau gauche. Beaucoup d'occasions sont manquées pour les deux équipes, dont une à la soixante-deuxième minute lorsque l'Angolais Wilson Eduardo met le ballon à côté du poteau alors que le but est vide. Le but à l'Angola à la quatre-vingt-dixième minute de Geraldo est refusé pour hors-jeu. Il s'agit du premier 0-0 du tournoi, du premier point pris par la Mauritanie à la CAN et malgré le fait qu'elle est dernière, elle a une faible possibilité de se qualifier.

#### Troisième journée: Mauritanie-Tunisie

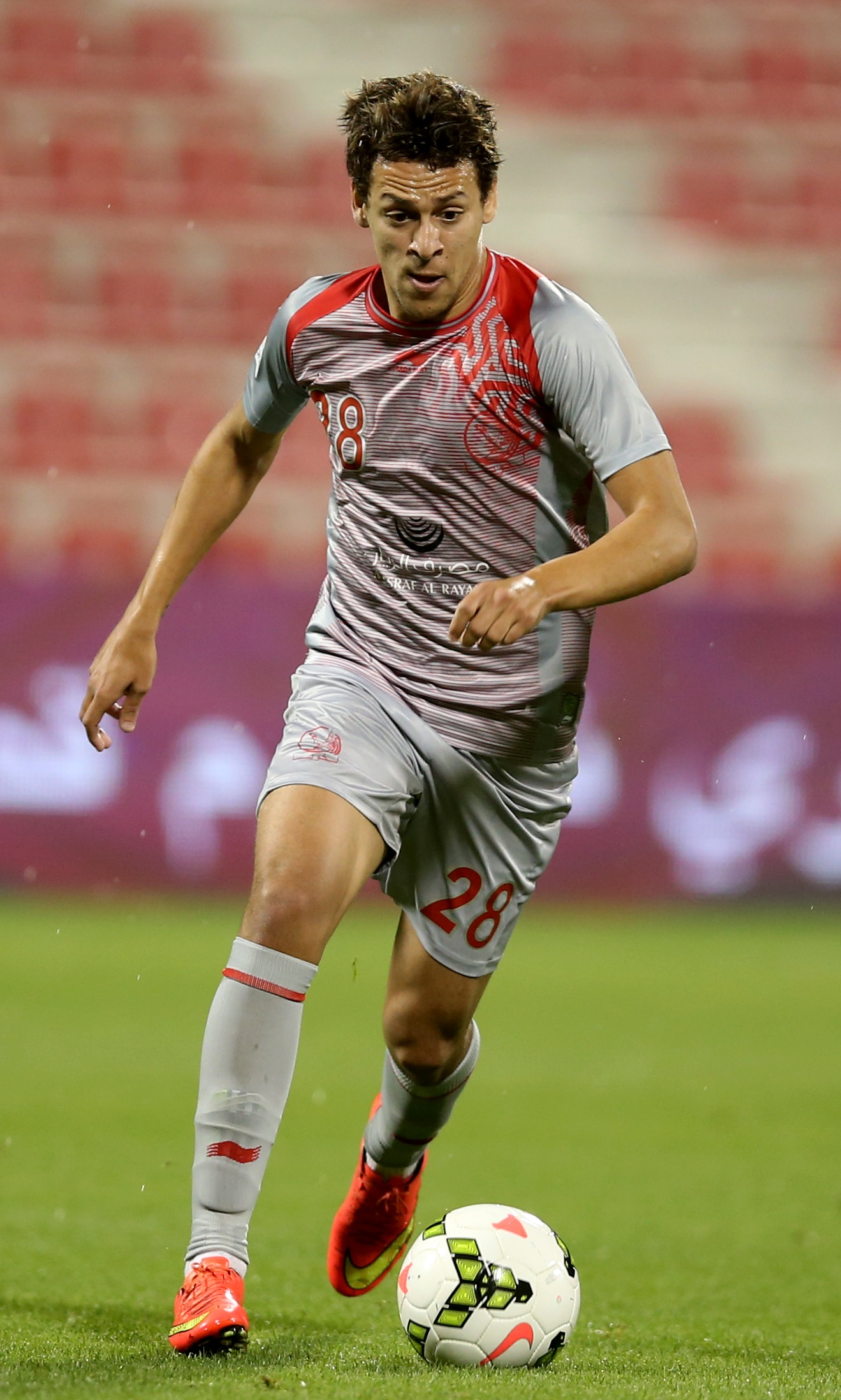
Le Tunisien Youssef Msakni rate deux occasions en fin de match contre la Mauritanie (0-0).

Lors du troisième et dernier match du premier tour contre les Aigles de Carthage, la Mauritanie peut se qualifier si elle bat par au moins trois buts d'écart la Tunisie et que dans le même temps l'Angola perde contre le Mali. La Tunisie est aussi en course pour les huitièmes-de-finale. Le héroïsme des Mourabitounes est noté et la performance des Tunisiens est décevante. Contrairement au match précédent, les Mauritaniens sont plus offensifs et ont les meilleures occasions (lob de Diakité détourné par Mouez Hassen (4e), missile de Dellah Yaly juste à côté (8e), tête d’El Hacen non cadrée (19e), duel perdu par Bessam face au gardien tunisien (38e) puis tête de Diakité dans les six mètres non cadrée (42e)). Malgré cela, à l’image de Diadé Diarra qui a tenu sa place avec un coude déboité, les Mauritaniens ont moins d’opportunités en seconde période et c’est finalement la Tunisie qui était près de la victoire sur deux occasions de Msakni. L'homme du match est le Mauritanien Moustapha Diaw. Néanmoins, la Mauritanie termine sur un score de zéro à zéro, prend son deuxième point mais est éliminée de la CAN.